# Moncourt
Moncourt település Franciaországban, Moselle megyében. Lakosainak száma 63 fő (2022. január 1.). Moncourt Coincourt, Xures, Bezange-la-Petite, Lagarde, Ley, Lezey és Ommeray községekkel határos.

## Népesség
A település népességének változása:
| Lakosok száma | 116  | 104  | 89   | 88   | 79   | 74   | 70   | 67   | 65   | 63   |
|               | 1968 | 1982 | 1990 | 2006 | 2013 | 2015 | 2017 | 2019 | 2020 | 2022 |